# Civilizace (Star Trek: Enterprise)
Civilizace (v anglickém originále Civilization) je epizoda seriálu Star Trek: Enterprise. Jde o devátý díl první řady pátého seriálu ze světa Star Treku. Poprvé byla vysílána 14. listopadu 2001 v USA.

## Děj
Enterprise nalézá planetu třídy Minshara, na které existuje cizí civilizace. Kapitán Archer se s ní chce kontaktovat, avšak úroveň těchto humanoidů, velice podobných lidem, je preindustriální. Po dohadování s T'Pol se kapitán rozhoduje, že se mezi tyto obyvatele vypraví, ale zamaskují se, aby je nepoznali. Hoši podle jejich odposlechu zjistila, že se tento druh nazývá Akaalové.
U města na východním kontinentu zjistila T'Pol emise z reaktoru na antihmotu, takže výsadek bude směřovat na toto místo. Kapitána Archer, T'Pol, Tripa a Hoši doktor namaskoval tak, že vypadali jako Akaalové. Reaktor se měl vyskytovat v jednom krámku, do kterého se vloupali, avšak reaktor byl chráněn silovým polem a nedalo se k němu dostat. Navíc se tam připletla jedna žena, lékárnice Rianna, kterou raději T'Pol omráčila. Kapitán ji zanesl domů a když se ráno probrala, podařilo se mu v ní vzbudit důvěru a slíbil jí, že se další den vrátí.
Druhý den navštívil Kapitán s Tripem obchodníka Garose, kterému na rovinu pověděli o jeho reaktoru. Ten se vymluvil tak, že ho má pro soukromé účely a nijak jím Akaalům neškodí. Je z národa Malurianů. Kapitán však věděl, že na výrobu ošacení a jídla je příliš výkonný a spolu s T'Pol se vydal k Rianně. Zatímco T'Pol provedla analýzu předmětů v její laboratoři, nic netušící Rianna jim pověděla o záhadné nemoci, o které prakticky neví, a o podivných transportech beden z Garosova krámku.
Doktor si prohlédl data, která T'Pol nasbírala a přišel na původce nemoci - Tetrakyanát 622, který se za přísných podmínek používá jako mazivo. Kapitán zatím na planetě šel s Riannou prozkoumat transport těch beden. Když se k nim při pozorování někdo přiblížil, předstírali milence a kapitán Riannu políbil. Bedny sledovali až za město, kde ho k sobě přitáhl nějakým paprskem jakýsi raketoplán a odletěl, ale byli napadeni jedním mužem s pistolí, kterého kapitán přemohl. Byl nucen Rijanně povědět pravdu o svém původu, protože teď toho věděla už moc.
Od muže, kterého kapitán zneškodnil, si vzal ovladač na silové pole kolem reaktoru na antihmotu a tak teď s Riann zdárně pole vypnul. Zjistil, že tam těží nějaký izotop beridia a vrtáky mají přímo nasycené tetrakyanátem. Pokouší se zrušit pole, které brání transportu reaktoru na loď. Maluriané zatím napadli Enterprise, ale kapitánovi se podařilo včas zrušit pole, takže Trip reaktor transportoval na loď a vzápětí na orbitu blízko malurianské lodi, kam pak Reed vyslal torpédo. Výbuch zničil malurianům štíty, takže byli proti lidem zranitelní a Enterprise jim pravděpodobně vyřadila zbraňové systémy. Na planetě se zatím odehrála přestřelka mezi kapitánem s Riann proti Garosovi se svými dvěma lidmi, ve které naštěstí kapitán Garose porazil a ten byl nucen souhlasit s tím, že odejde.
Enterprise pak pod krámkem odstranila důlní zařízení. Žádný z Akaalů asi o ničem nevěděl, až na Riann. Kapitán jí dal lék pro nemocné z tetrakyanátu a doporučil jí, aby si vše nechala pro sebe a sdělil jí, že vulkánci budou planetu hlídat (kdyby se chtěl Garos náhodou vrátit). Před odjezdem se s ní políbil.